# Marcel Bezençon
Marcel Bezençon (ur. 1 maja 1907 w Orbe, zm. 17 lutego 1981 w Lozannie) – szwajcarski dziennikarz, długoletni dyrektor Europejskiej Unii Nadawców (ang. European Broadcast Union – EBU, fr. Union européenne de radio-télévision – UER), uważany za pomysłodawcę i twórcę corocznego Konkursu Piosenki Eurowizji.
Studiował literaturę na Uniwersytecie w Lozannie. Był również niezależnym krytykiem sztuki teatralnej. W 1932 roku rozpoczął swoją karierę dziennikarską jako redaktor gazety „Feuille Lausanne d’Avis”.
Od 1939 roku przez 11 lat sprawował funkcję dyrektora Radia Lozannie. W 1950 roku został dyrektorem generalnym SRG SSR. W latach 1954–1969 był również przewodniczącym programu Komisji Europejskiej Unii Nadawców. W styczniu 1955 roku w Monako komitet pod przewodnictwem Bezençona przedstawił pomysł powołania Konkursu Piosenki Eurowizji, który był wzorowany na Festiwalu Piosenki Włoskiej w San Remo.
Podczas 47. Konkursu Piosenki Eurowizji w Estonii po raz pierwszy zostały rozdane Nagrody im. Marcela Bezençona dla najlepszych uczestników wydarzenia.